# Râul Oka
Râul Oka are o lungime de 1.480 km, fiind cel mai lung afluent al fluviului Volga, din partea europeană a Rusiei. După Kama este al doilea afluent al Volgii ca lungime. Oka izvorăște de pe Platoul Continental Central Rusesc la sud de Orjol curge spre est și traversează regiunile Oblasti Orjol, Tula, Kaluga, Moskau, Rjasan, Wladimir și Oblast Nischni Nowgorod, unde se varsă în Volga. Oka devine navigabil de la Serpuhov, având afluenții mai importanți Kljasma și Moskwa pe stânga ca și Mokscha și Upa pe dreapta. Orașele mai mari trversate de Oka sunt: Orjol, Kaluga, Alexin, Serpuchow, Stupino, Kolomna, Rjasan, Kassimow, Murom, Pawlowo, Dserschinsk și Nischni Nowgorod.
Se presupune că numele râului ar fi de origine lituană (aka - izvor) sau finlandeză: (joki - râu) denumirea datând înainte de colonizarea rusă a regiunii.
1. ↑  MIeSBE / Oka (reki)[*] Verificați valoarea |titlelink= (ajutor)